# Copa del Rey de fútbol sala 2010-11
La Copa del Rey de fútbol sala 2010/11 es la primera edición de la Copa del Rey de fútbol sala en España, que organizan conjuntamente la Liga Nacional de fútbol sala y la Real Federación Española de Fútbol. Comenzó el 6 de diciembre de 2010, y concluyó el 7 de mayo de 2011 con una final a partido único. La Copa cuenta con la participación de 48 equipos de División de Honor, División de Plata y Primera Nacional "A".
El campeón de esta primera edición fue el FC Barcelona Alusport, que venció en la final al Inter Movistar por 4:3.

## Equipos participantes
| - División de Honor (16 equipos) - Azkar Lugo FS - Benicarló Aeroport Castelló - FC Barcelona Alusport - Caja Segovia FS - Carnicer Torrejón - ElPozo Murcia - Fisiomedia Manacor - Gestesa Guadalajara - Inter Movistar - Marfil Santa Coloma - OID Talavera - Playas de Castellón FS - Reale Cartagena - Sala 10 Zaragoza - Triman Navarra - Xacobeo 2010 Lobelle de Santiago | - División de Plata (14 equipos) - Albacete 2010 - BP Andorra - Arcebansa Zamora - Azulejos y Pavimentos Brihuega - CD Burela - Extremadura Cáceres 2016 - Fuconsa Jaén - Gáldar Fútbol Sala - Melilla FS - Puertollano FS - Restaurante Frontera Tobarra - Rios Renovables Ribera Navarra - Space Gasifred Ciudad de Ibiza - UPV Maristas Valencia | - Primera Nacional "A" (18 equipos) - CDFS Alamín - Auzoak Zierbena - Avilés Oquendo - Burgos FS - Carballiño FS - Construcciones Gascó Alcoy - Elefrío Aquasierra - Fielsan Roldán - Finques Centelles - Fonononos Gomerón - Grupo Disfarol Valdepeñas - Hospitalet Bellsport - FS La Nucía - Linares FS - Mera FS - Pinseque FS - Solimar Albense FS - SD Zalatambor |

De División de Plata, no se inscribieron en la competición Lanzarote Arrecife 2020 Tías Yaiza, UMA Antequera y Unión África Ceutí por razones económicas y para centrar sus esfuerzos en la liga. Por su parte, los filiales de clubes en División de Honor (FC Barcelona "B" y ElPozo Ciudad de Murcia) quedaron excluidos. El reparto de los equipos de Primera Nacional "A" se realizó con invitaciones, por parte del Comité Nacional de fútbol sala.

## Primera ronda
La primera fase se disputó el 8 de diciembre de 2010 e incluye a equipos de División de Plata e invitados de Primera Nacional "A". Los encuentros son a partido único, y se configuran con división geográfica, por lo que no existe un sorteo puro. Juega en casa el rival que quedó peor posicionado la temporada anterior.
En negrita, figuran los equipos que pasaron de ronda.
| Local                      | Resultado | Visitante                       |
| -------------------------- | --------- | ------------------------------- |
| Mera FS                    | 4-6       | CD Burela                       |
| Auzoak Zierbena            | 5-2       | Avilés Oquendo                  |
| SD Zalatambor              | 1-4       | Rios Renovables Ribera Navarra  |
| CDFS Alamín                | 3-4       | Azulejos y Pavimentos Brihuega  |
| Pinseque FS                | 8-7       | Burgos FS                       |
| Finques Centelles          | 1-10      | BP Andorra                      |
| Hospitalet Bellsport       | 4-6       | Space Gasifred Ciutat d'Eivissa |
| Carballiño FS              | 2-3       | Arcebansa Zamora                |
| Solimar Albense FS         | 6-4       | Extremadura Cáceres 2016        |
| Grupo Disfarol Valdepeñas  | 1-4       | Puertollano FS                  |
| Fonononos Gomerón          | 4-6       | Gáldar Fútbol Sala              |
| Fielsan Roldán             | 4-5       | Restaurante Frontera Tobarra    |
| FS La Nucía                | 6-4       | Albacete 2010                   |
| Construcciones Gascó Alcoy | 5-4       | UPV Maristas Valencia           |
| Elefrío Aquasierra         | 0-3       | Melilla FS                      |
| Linares FS                 | 2-4       | Fuconsa Jaén                    |

## Segunda ronda
La segunda fase se disputó el 22 de diciembre de 2010, y en ella entraron los equipos de Honor, que jugaron como visitantes frente al vencedor de la primera ronda, a partido único.
En negrita, figuran los equipos que pasaron de ronda.
| Local                          | Resultado | Visitante                   |
| ------------------------------ | --------- | --------------------------- |
| CD Burela                      | 1-9       | Xacobeo 2010 Lobelle        |
| Auzoak Zierbena                | 2-4       | Azkar Lugo FS               |
| Rios Renovables Ribera Navarra | 2-4       | Triman Navarra              |
| Azulejos y Pavimentos Brihuega | 2-5       | Sala 10 Zaragoza            |
| Pinseque FS                    | 1-5       | Marfil Santa Coloma         |
| BP Andorra                     | 2-5       | FC Barcelona Alusport       |
| Space Gasifred Ciudad de Ibiza | 1-4       | Fisiomedia Manacor          |
| Arcebansa Zamora               | 1-6       | Caja Segovia FS             |
| Solimar Albense FS             | 1-3       | OID Talavera                |
| Puertollano FS                 | 6-2       | Gestesa Guadalajara         |
| Gáldar Fútbol Sala             | 4-5       | Inter Movistar              |
| Restaurante Frontera Tobarra   | 3-8       | Carnicer Torrejón           |
| FS La Nucía                    | 1-7       | Benicarló Aeroport Castelló |
| Construcciones Gascó Alcoy     | 1-0       | Playas de Castellón FS      |
| Melilla FS                     | 0-4       | ElPozo Murcia               |
| Fuconsa Jaén                   | 6-3       | Reale Cartagena             |

## Tercera ronda
Se disputó el 29 de diciembre a partido único, en el estadio del rival que quedó peor posicionado la temporada anterior.
| Local                      | Resultado | Visitante                   |
| -------------------------- | --------- | --------------------------- |
| Azkar Lugo FS              | 4-3       | Xacobeo 2010 Lobelle        |
| Sala 10 Zaragoza           | 6-2       | Triman Navarra              |
| Marfil Santa Coloma        | 0-2       | FC Barcelona Alusport       |
| OID Talavera               | 3-1       | Fisiomedia Manacor          |
| Carnicer Torrejón          | 2-6       | Caja Segovia FS             |
| Puertollano FS             | 1-2       | Inter Movistar              |
| Construcciones Gascó Alcoy | 2-5       | Benicarló Aeroport Castelló |
| Fuconsa Jaén               | 1-6       | ElPozo Murcia               |

## Fase final
|  | Cuartos de final      | Cuartos de final      | Cuartos de final    |               |   | Semifinales              | Semifinales              | Semifinales              |  |  | Final                 | Final             | Final             |
|  | 11 de enero de 2011   | 11 de enero de 2011   | 11 de enero de 2011 |               |   | 22 y 29 de marzo de 2011 | 22 y 29 de marzo de 2011 | 22 y 29 de marzo de 2011 |  |  | 7 de mayo de 2011     | 7 de mayo de 2011 | 7 de mayo de 2011 |
|  |                       |                       |                     |               |   |                          |                          |                          |  |  |                       |                   |                   |
|  | OID Talavera          | 2                     |                     |               |   |                          |                          |                          |  |  |                       |                   |                   |
|  | Azkar Lugo FS         | 3                     |                     |               |   |                          |                          |                          |  |  |                       |                   |                   |
|  | Azkar Lugo FS         | 3                     |                     | Azkar Lugo FS | 2 | 1                        |                          |                          |  |  |                       |                   |                   |
|  |                       |                       |                     | Azkar Lugo FS | 2 | 1                        |                          |                          |  |  |                       |                   |                   |
|  |                       | FC Barcelona Alusport | 9                   | 6             |   |                          |                          |                          |  |  |                       |                   |                   |
|  | Benicarló A. Castelló | FC Barcelona Alusport | 9                   | 6             | 3 |                          |                          |                          |  |  |                       |                   |                   |
|  | Benicarló A. Castelló |                       |                     |               | 3 |                          |                          |                          |  |  |                       |                   |                   |
|  | FC Barcelona Alusport | 5                     |                     |               |   |                          |                          |                          |  |  |                       |                   |                   |
|  |                       |                       |                     |               |   |                          |                          |                          |  |  | FC Barcelona Alusport | 4                 |                   |
|  |                       |                       | Inter Movistar      | 3             |   |                          |                          |                          |  |  |                       |                   |                   |
|  | Caja Segovia FS       | 6 (3)                 |                     |               |   |                          |                          |                          |  |  |                       |                   |                   |
|  | ElPozo Murcia         | 6 (4)                 |                     |               |   |                          |                          |                          |  |  |                       |                   |                   |
|  | ElPozo Murcia         | 6 (4)                 |                     | ElPozo Murcia | 3 | 2                        |                          |                          |  |  |                       |                   |                   |
|  |                       |                       |                     | ElPozo Murcia | 3 | 2                        |                          |                          |  |  |                       |                   |                   |
|  |                       | Inter Movistar        | 2                   | 5             |   |                          |                          |                          |  |  |                       |                   |                   |
|  | Sala 10 Zaragoza      | Inter Movistar        | 2                   | 5             | 3 |                          |                          |                          |  |  |                       |                   |                   |
|  | Sala 10 Zaragoza      |                       |                     |               | 3 |                          |                          |                          |  |  |                       |                   |                   |
|  | Inter Movistar        | 4                     |                     |               |   |                          |                          |                          |  |  |                       |                   |                   |

| Campeón de la Copa del Rey de fútbol sala |
| ----------------------------------------- |
| FC Barcelona Alusport Primer título       |

## Cuartos de final
Para configurar los cuartos de final y semifinales, se hizo un sorteo puro. La ronda se disputó el 11 de enero de 2011, en el estadio del equipo que quedó peor clasificado la pasada temporada. Todos los participantes juegan en División de Honor.

### Benicarló Aeroport Castelló - FC Barcelona Alusport
| 11 de enero de 2011, 21:00 (CET) | Benicarló Aeroport Castelló                 | 3:5 (1:2) | FC Barcelona Alusport                                      | Municipal de Benicarló, Benicarló                                           |                                                                             |
|                                  | Chicho 7' · Javi Alonso 29' · Chaguinha 37' | Reporte   | Jordi Torras 2' · Xapa 9' (a.g.) · Wilde 27' 40' · Saad 2' | Asistencia: 1.500 espectadores Árbitro(s): Alonso Montesinos, Rubio Fajardo | Asistencia: 1.500 espectadores Árbitro(s): Alonso Montesinos, Rubio Fajardo |

### OID Talavera - Azkar Lugo FS
| 11 de enero de 2011, 21:00 (CET) | OID Talavera                      | 2:3 (1:2) | Azkar Lugo FS                         | Municipal Primero de Mayo, Talavera de la Reina                            |                                                                            |
|                                  | Nacho Gil 15' · Justo Cáceres 33' | Reporte   | Hugo 7' · Rafa López 12' · Genaro 32' | Asistencia: 1.300 espectadores Árbitro(s): Cordero Gallardo, Linares López | Asistencia: 1.300 espectadores Árbitro(s): Cordero Gallardo, Linares López |

### Caja Segovia FS - ElPozo Murcia
| 11 de enero de 2011, 20:30 (CET)                                                   | Caja Segovia FS                                    | 6:6 (5:5) | ElPozo Murcia                                          | Pabellón Pedro Delgado, Segovia                                           |                                                                           |
|                                                                                    | Borja 17' · Tobe 29' 31' 37' · Esquerdinha 39' 46' | Reporte   | Mauricio 3' 38' · Álex 23' · Kike 24' 40' · Álvaro 45' | Asistencia: 1.800 espectadores Árbitro(s): Gutiérrez Lumbreras, Lope Díaz | Asistencia: 1.800 espectadores Árbitro(s): Gutiérrez Lumbreras, Lope Díaz |
| El partido se decidió en una tanda de penaltis, donde ElPozo Murcia venció por 3-4 |                                                    |           |                                                        |                                                                           |                                                                           |

### Sala 10 Zaragoza - Inter Movistar
| 11 de enero de 2011, 21:00 (CET) | Sala 10 Zaragoza       | 3:4 (1:2) | Inter Movistar                     | Pabellón Siglo XXI, Zaragoza                                               |                                                                            |
|                                  | Valença 9' · Euler 40' | Reporte   | Borja 4' 35' · Eka 20' · Ortiz 22' | Asistencia: 1.000 espectadores Árbitro(s): Felipe Madorrán, Gereta Ramírez | Asistencia: 1.000 espectadores Árbitro(s): Felipe Madorrán, Gereta Ramírez |

## Semifinales
Las semifinales de la Copa del Rey son a partido doble, y en caso de empate se resuelve por doble valor del gol fuera, o prórroga y penaltis. Las rondas se disputaron el 22 de marzo y el 29 de marzo de 2011.

### Azkar Lugo FS - FC Barcelona Alusport
| 22 de marzo de 2011, 21:00 (CET) | Azkar Lugo FS        | 2:9 (1:3) | FC Barcelona Alusport                                                                 | Municipal de Lugo, Lugo                                                    |                                                                            |
|                                  | Óscar 18' · Adri 27' | Reporte   | Chico 4' 23' · Igor 15' · Wilde 19' 37' · Fernandao 26' 34' · Cristian 33' · Saad 40' | Asistencia: 2.000 espectadores Árbitro(s): Gallo Suárez y Velasco Martínez | Asistencia: 2.000 espectadores Árbitro(s): Gallo Suárez y Velasco Martínez |

| 29 de marzo de 2011, 21:00 (CET) | FC Barcelona Alusport                                                   | 6:1 (2:0) | Azkar Lugo FS | Palau Blaugrana, Barcelona                                                   |                                                                              |
|                                  | Paco Sedano 14' · Carlos 19' · Saad 24' · Hugo 24' (a.g.) · Ari 32' 35' | Reporte   | Matamoros 34' | Asistencia: 2.000 espectadores Árbitro(s): Alonso Montesinos y Rubio Fajardo | Asistencia: 2.000 espectadores Árbitro(s): Alonso Montesinos y Rubio Fajardo |

### ElPozo Murcia - Inter Movistar
| 22 de marzo de 2011, 21:00 (CET) | ElPozo Murcia        | 3:2 (0:0) | Inter Movistar                 | Palacio de Deportes de Murcia, Murcia                                   |                                                                         |
|                                  | Vinicius 22' 38' 40' | Reporte   | Schumacher 29' · Marquinho 38' | Asistencia: 4.500 espectadores Árbitro(s): López García y Sánchez Ayala | Asistencia: 4.500 espectadores Árbitro(s): López García y Sánchez Ayala |

| 29 de marzo de 2011, 21:00 (CET) | Inter Movistar                                                     | 5:2 (2:1) | ElPozo Murcia               | Pabellón Caja Madrid, Alcalá de Henares                                     |                                                                             |
|                                  | César 8' · Schumacher 17' · Marquinho 26' · Borja 38' · Juanra 40' | Reporte   | Saúl 20' · Dani Salgado 35' | Asistencia: 3.500 espectadores Árbitro(s): Felipe Madorrán y Gereta Ramírez | Asistencia: 3.500 espectadores Árbitro(s): Felipe Madorrán y Gereta Ramírez |

## Final
La final de la Copa del Rey de fútbol sala se disputó el 7 de mayo de 2011, en el pabellón municipal Javier Lozano de Toledo (Castilla-La Mancha), donde también se homenajeó a Javier Lozano Cid, histórico entrenador de la selección española de fútbol sala, y presidente de la LNFS. El encuentro se retransmitió en directo por Nitro, de cobertura nacional.

### Inter Movistar - FC Barcelona Alusport
| 7 de mayo de 2011, 20:00 (CET) | Inter Movistar                                 | 3:4 (1:1) | FC Barcelona Alusport                                    | Pabellón cubierto Javier Lozano, Toledo                                              |                                                                                      |
|                                | Eka 2' · Fernandao 26' (a.g.) · Schumacher 41' | Reporte   | Wilde 20' · Schumacher 34' (a.g.) · Torras 48' · Lin 49' | Asistencia: 1400 espectadores Árbitro(s): Martínez Segovia y Sánchez-Molina Tapiador | Asistencia: 1400 espectadores Árbitro(s): Martínez Segovia y Sánchez-Molina Tapiador |